# Gilbert Nabonnand

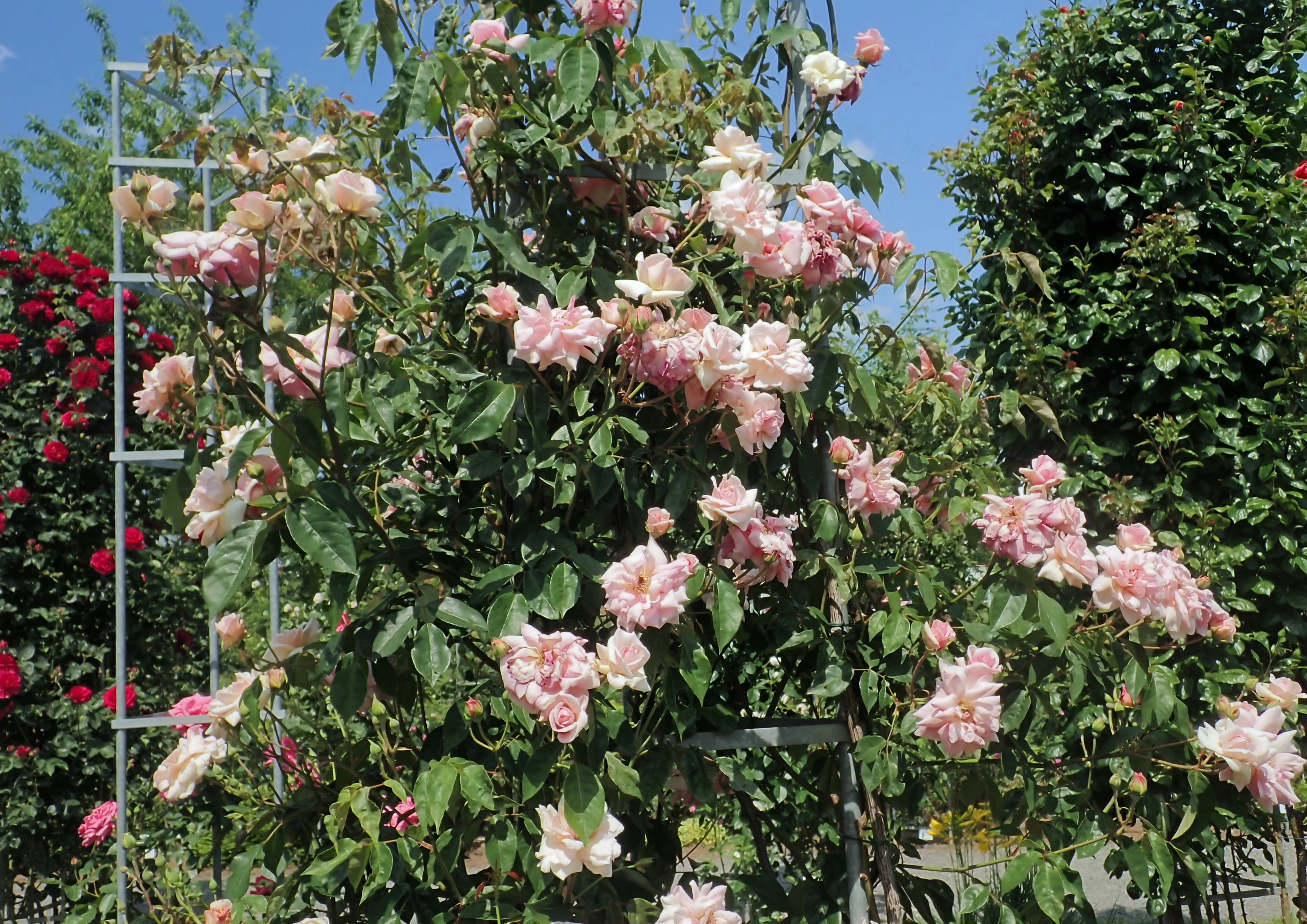
Gilbert Nabonnands Teerose 'Papillon' (1881) im Rosarium Sangerhausen

Gilbert Nabonnand (* 20. Mai 1828 in Grézolles bei Roanne (Loire); † 6. Januar 1903 in Golfe-Juan bei Cannes (Alpes-Maritimes)) war ein französischer Gärtner, Gartenarchitekt, Rosenzüchter und Geschäftsmann. Ab 1864 nannte er sich Philibert Nabonnand.

## Leben
Er arbeitete bis zum Alter von 16 Jahren in der Landwirtschaft und danach in einer Gärtnerei in Vienne (Isère). Mit 20 Jahren, also etwa ab 1848, ging er nach Lyon und machte eine Lehre im Betrieb des Rosenzüchters Jean-Baptiste Guillot père und später bei Boucharlat.
1854 eröffnete Nabonnand einen eigenen Betrieb in Sorgues (Vaucluse), wo er Obstbäume, immergrüne Pflanzen und Blumen zog.

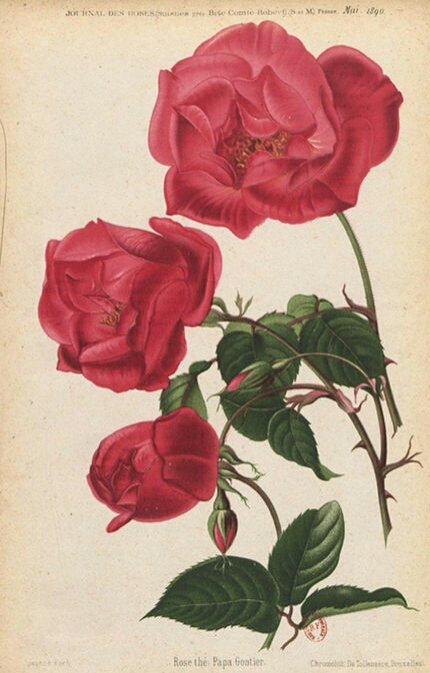
'Papa Gontier', 1883

Er heiratete am 12. August 1857 Thérèse Bertaud, mit der er bis 1864 drei Kinder hatte, darunter seine Söhne Paul und Clément Nabonnand, die beide ebenfalls erfolgreiche Gärtner und Rosenzüchter wurden.
Im Jahr 1858 übersiedelte er nach Avignon und begann sich zu dieser Zeit auf Rosen zu spezialisieren. Schließlich zog er 1864 an die Côte d’Azur nach Golfe-Juan bei Cannes um. Mittlerweile nannte er sich selber „Philibert Nabonnant“ und seinen Betrieb Les Roses de Golfe-Juan. Er bot neben Rosen auch Palmen und andere exotische Pflanzen wie Obstbäume, Myrtengewächse und Silberbaumgewächse (Proteaceae) an, die er aus China, Australien, Neuseeland und Südafrika importieren ließ.
Nabonnand etablierte sich als Gärtner der internationalen feinen Gesellschaft der Riviera und hatte einen großen Einfluss auf die dortige Gartengestaltung, zumal er auch als Gartenarchitekt tätig war. Zunächst gestaltete er (bereits ab 1855) für Lord Henry Brougham (1778–1868) den riesigen Park zu dessen Villa Eleonore Louise in Croix-des-Gardes bei Cannes – von Nabonnands ursprünglicher Gartenanlage ist heute jedoch so gut wie nichts mehr erhalten. Weitere Garten- oder Parkanlagen kreierte er unter anderem für die Villa Saint-Georges, die Villa Laura Parc Bruny und das Château Aboucas.
Daneben betätigte er sich als Rosenzüchter und brachte zwischen 1872 und 1903 gut 200 selbst gezüchtete Sorten heraus, darunter vor allem 70 Teerosen und verschiedene Noisette-Rosen, die für das warme Mittelmeerklima gut geeignet sind; 1883 führte er in seinem Katalog insgesamt 900 verschiedene Sorten, natürlich auch von anderen Züchtern.

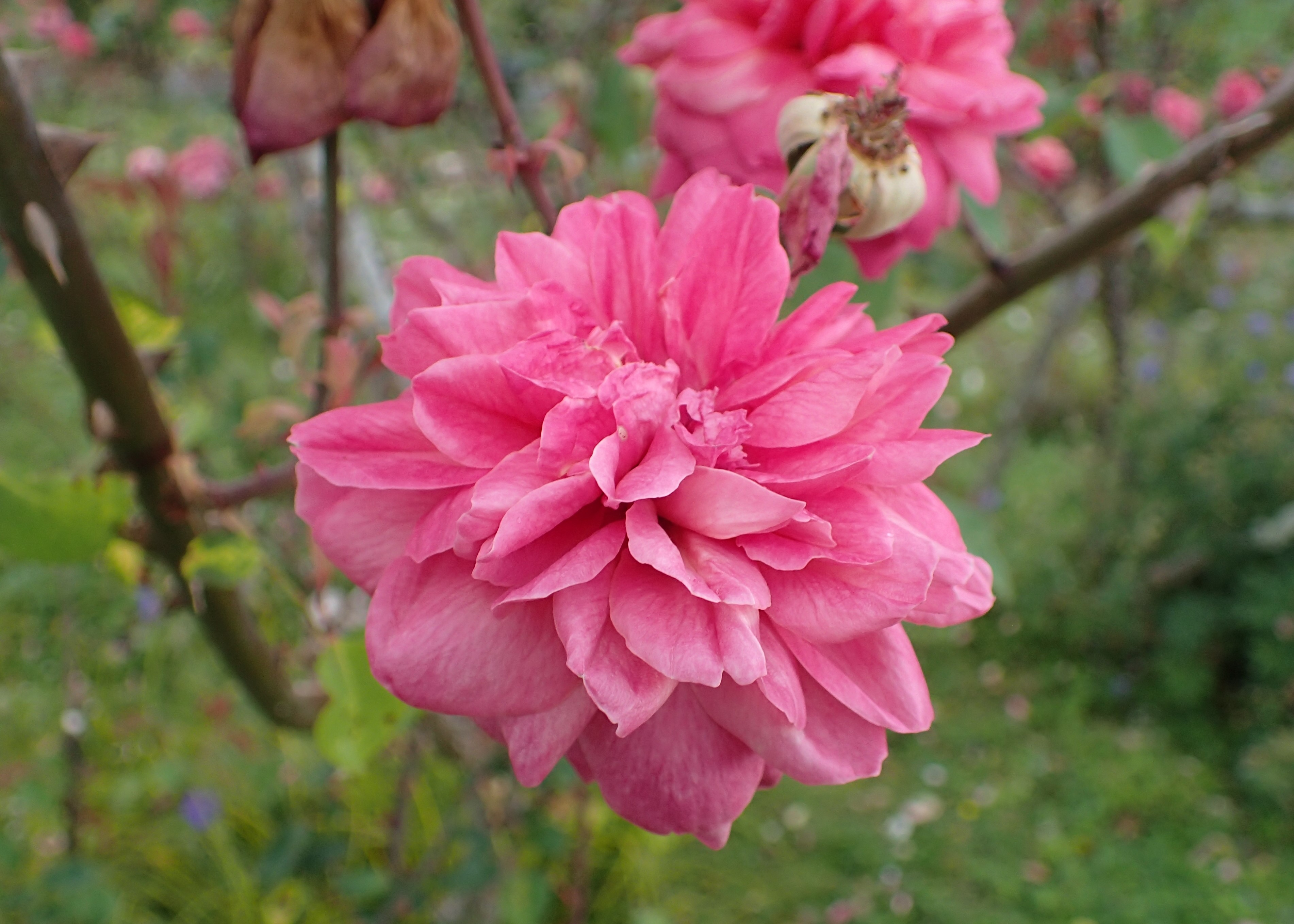
'Archiduc Joseph', 1892

Zu seinen bekanntesten Rosen gehören die Teerosen 'Archiduc Joseph' (1892) und 'Général Galliéni' (1899). Weitere heute noch bekannte Sorten Nabonnands sind: 'Isabelle Nabonnand' (1874), 'Comtesse de Caserta' (1878), 'Franciska Kruger' (1879), 'Général Schabikline' (1879), 'Papillon' (1881), 'Marie d’Orléans' (1884), 'G. Nabonnand' (1898), 'Noella Nabonnand' (1900), 'Comtesse de Noghéra' (1901) und 'Lady Waterlow' (1902). Eine wichtige Elternsorte wurde Nabonnands Rose 'Papa Gontier' (1883).
Nabonnand war Gründungsmitglied der Société pomologique de France und der Association horticole lyonnaise sowie Officier du Mérite agricole.
Er starb am 6. Januar 1903 in Golfe-Juan. Sein Lebenswerk wurde von seinen beiden Söhnen Paul und Clément weitergeführt.
Ein Rosengarten mit Sorten von Gilbert Nabonnand wurde 1950 von Russell Page in der Domaine Saint-Jacques du Couloubrier in Grasse angelegt. Es gibt außerdem eine Gesellschaft der Freunde von Nabonnand-Rosen (Les Amis des Roses Nabonnand).

## Galerie: Rosen von Gilbert Nabonnand

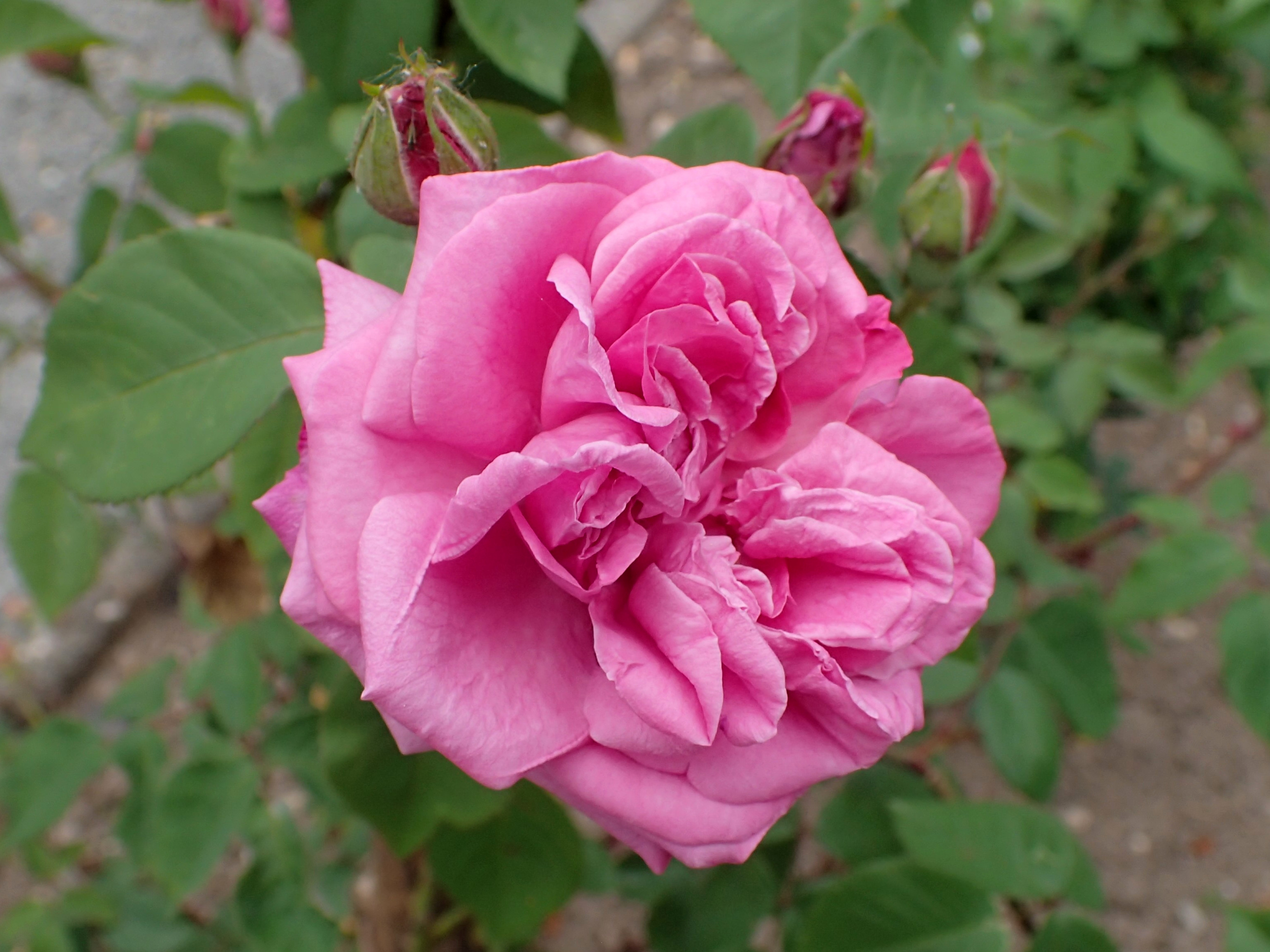
'Lily Mestschersky', 1878
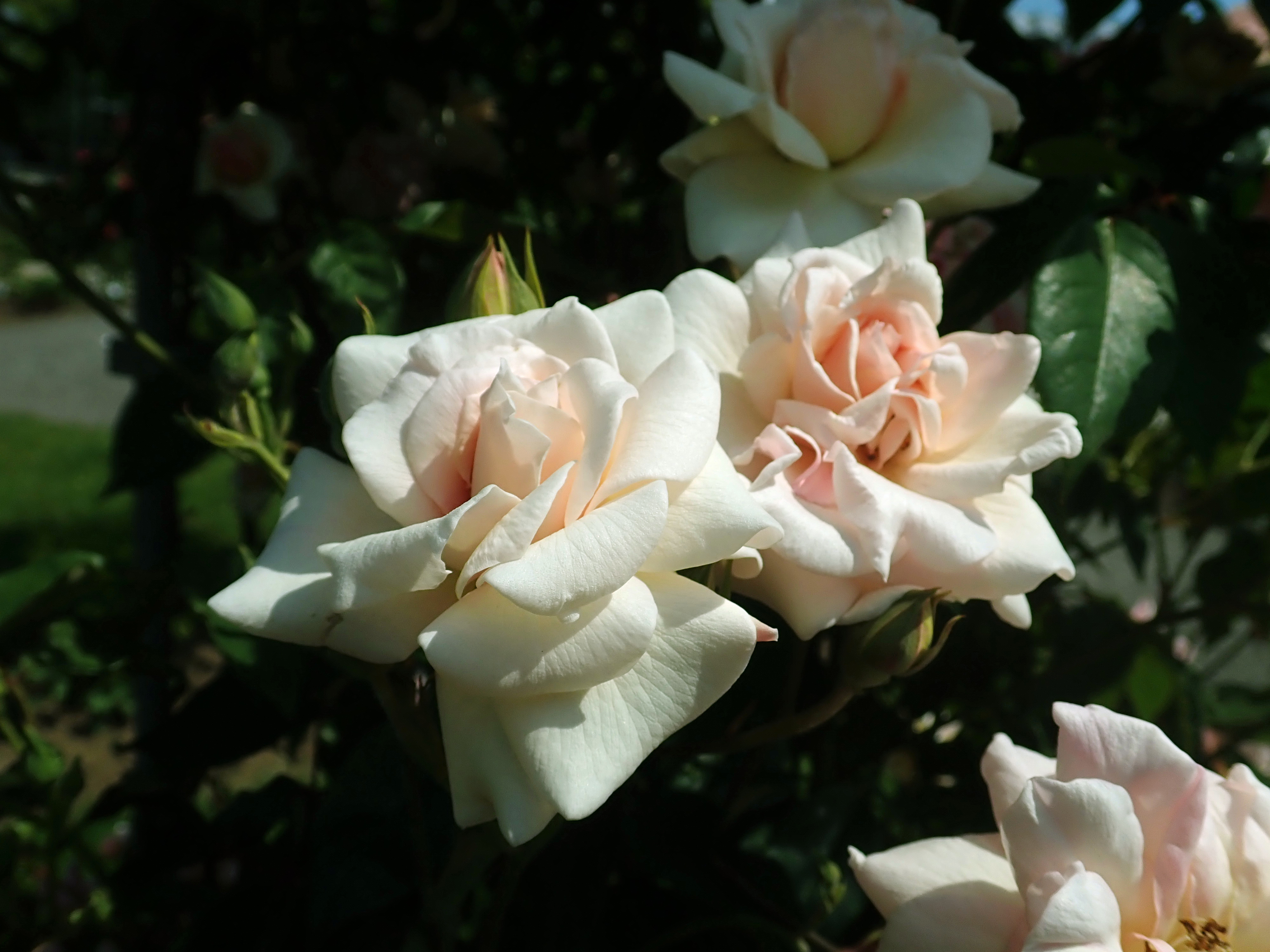
'Papillon', 1881
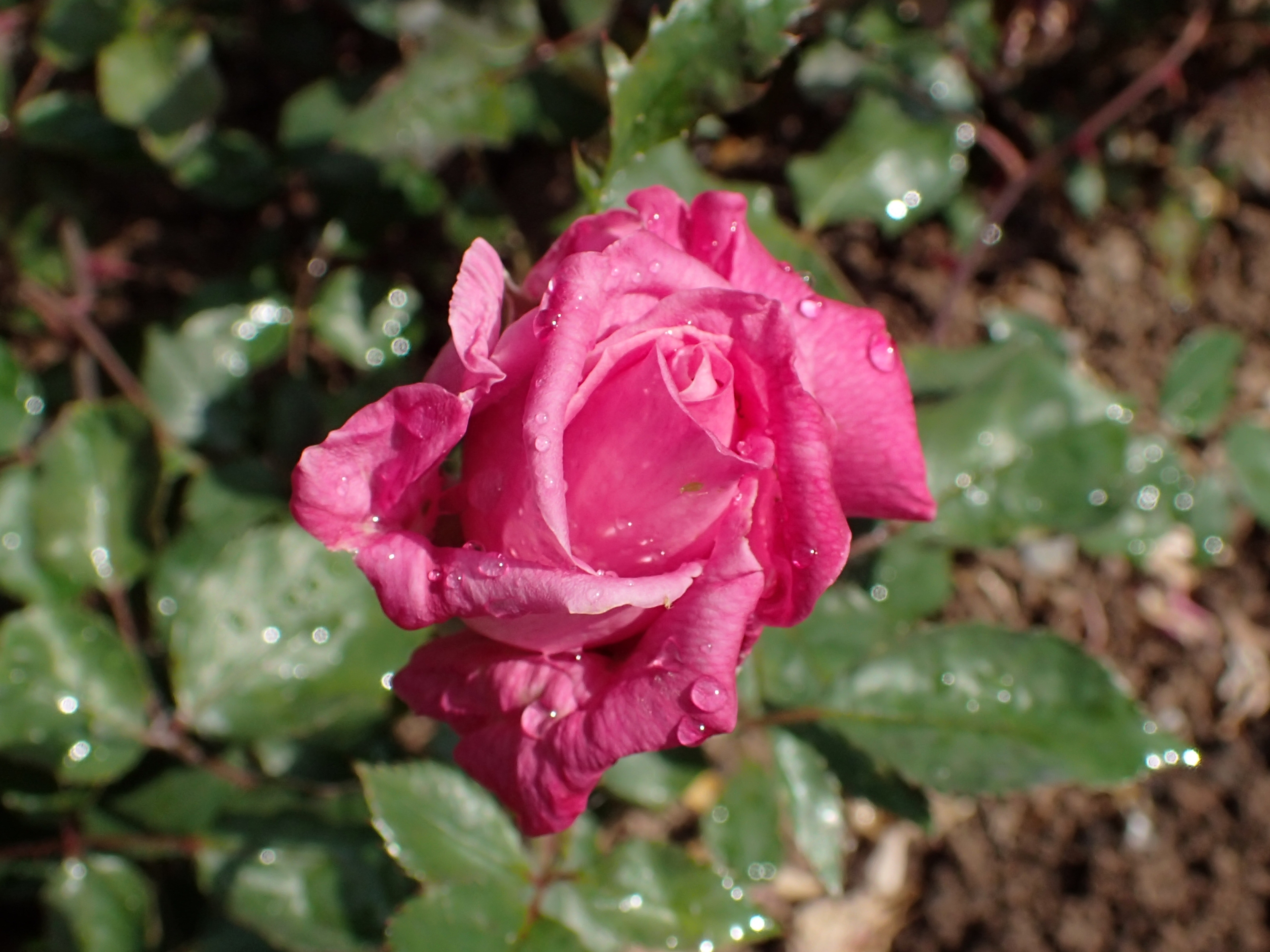
'Marie d'Orléans', 1884
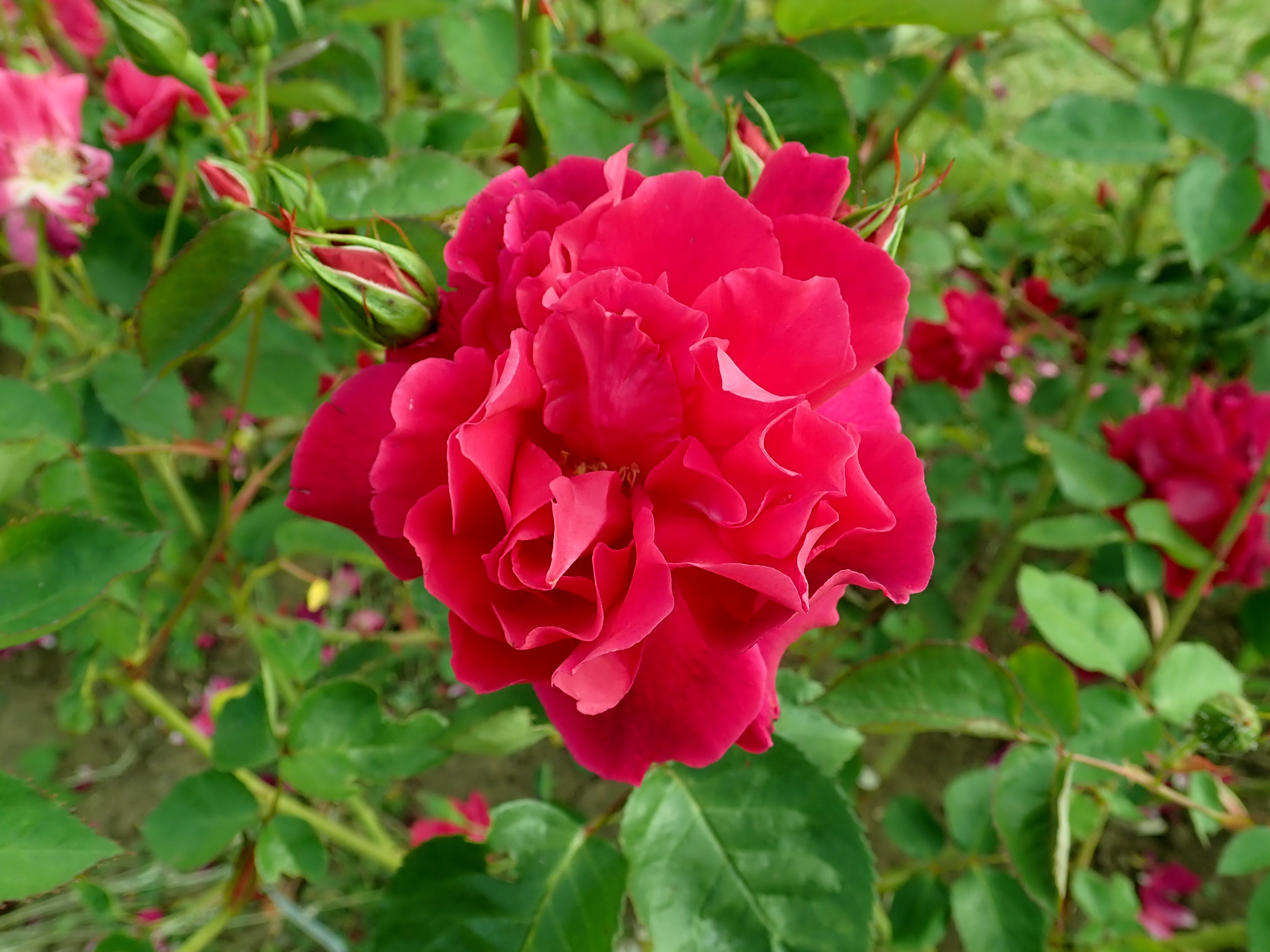
'Bardou Job', 1887
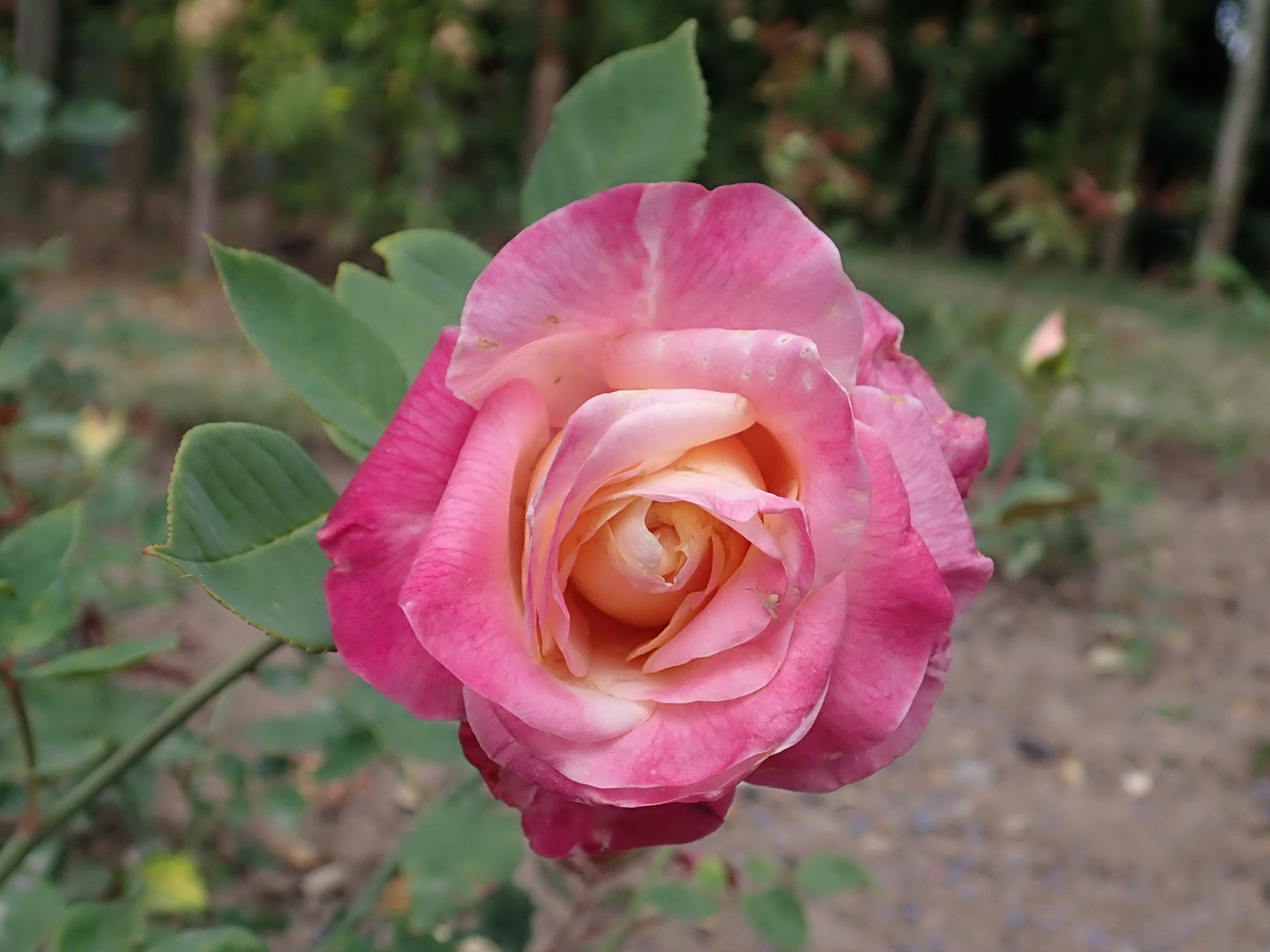
'Mme. Rose Romarin', 1888
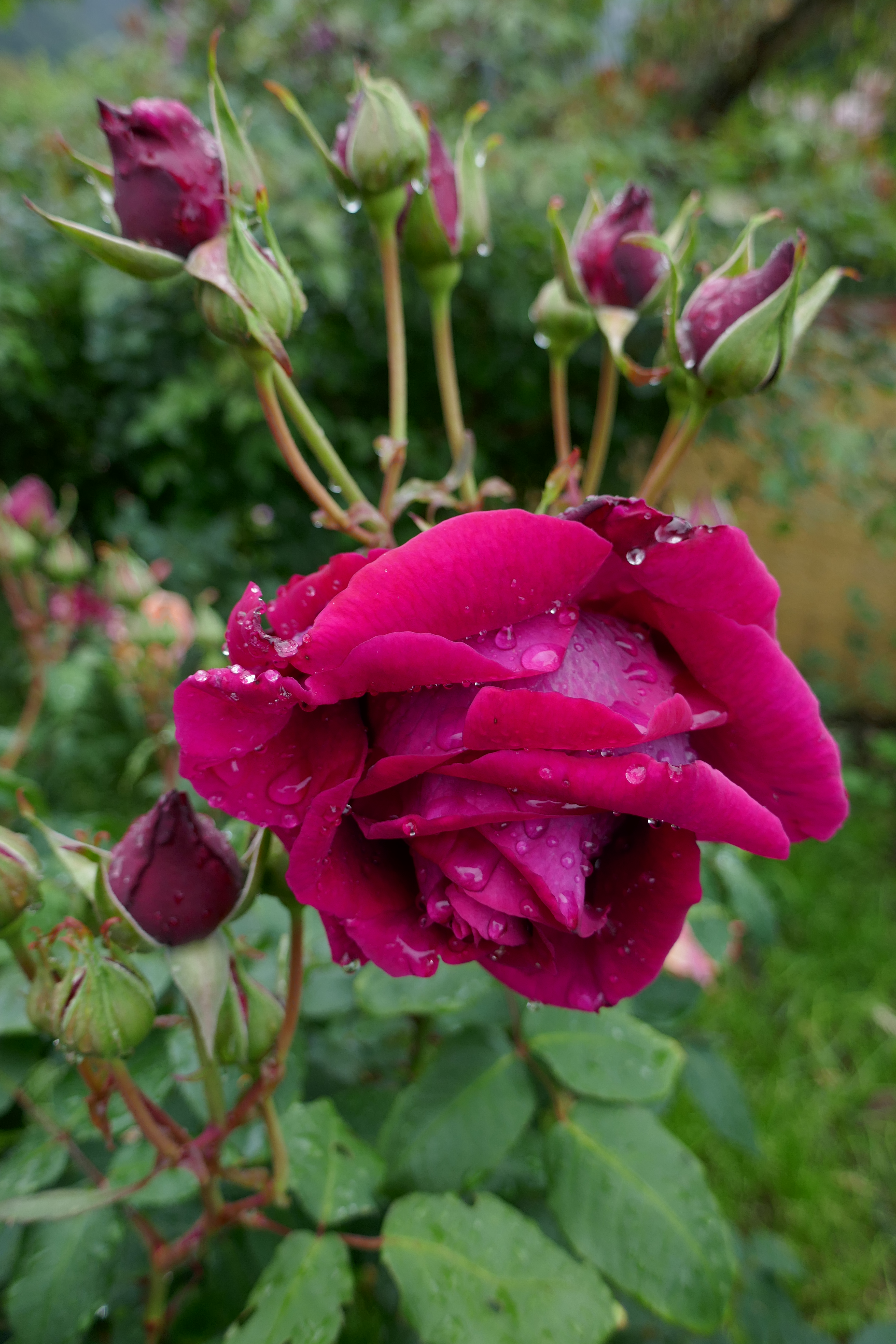
'Général Galliéni', 1899
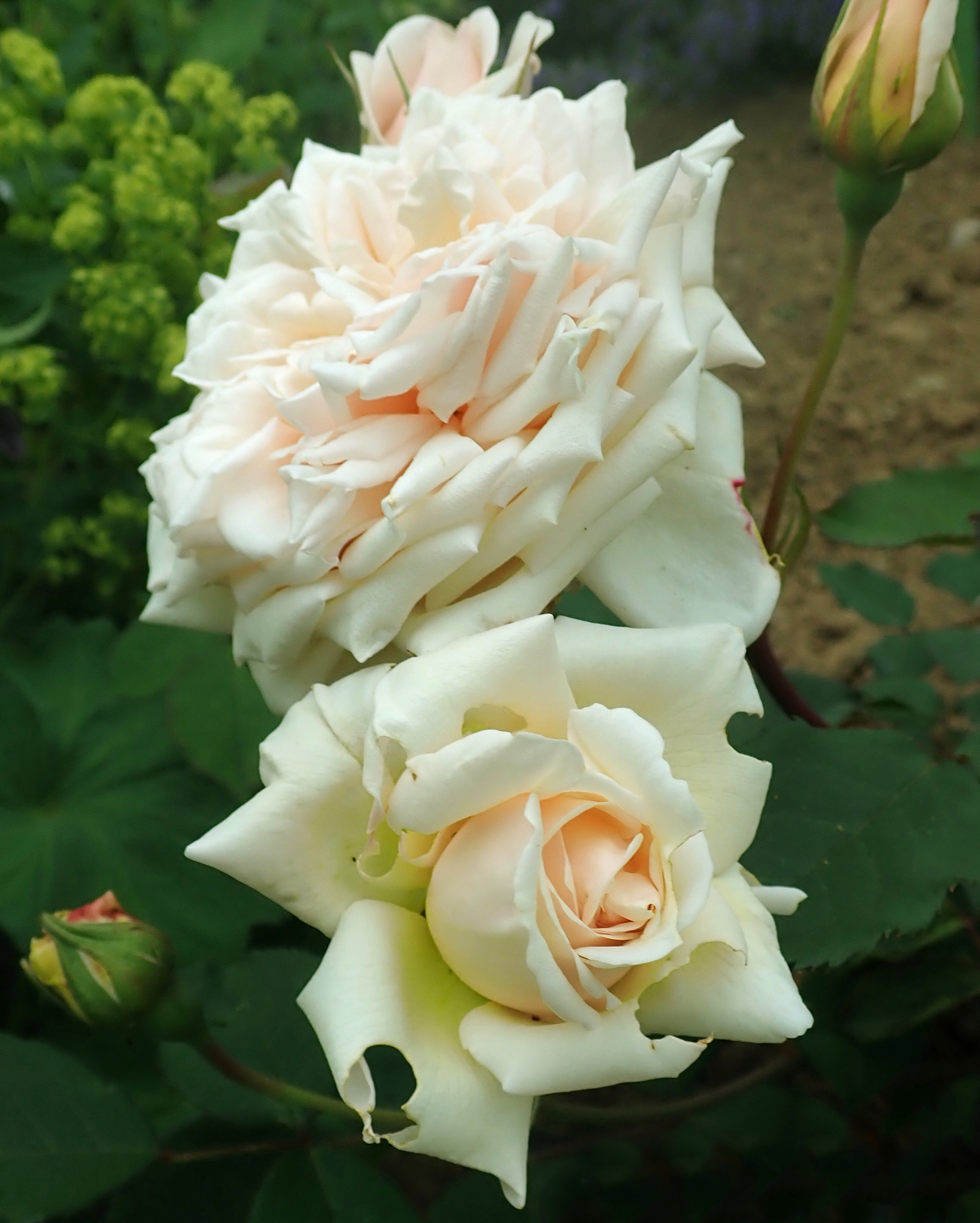
'Comtesse de Noghera', 1902